# AV女優
AV女優（日语：／ eibui jyoyuu）是專門出演日本成人影片（AV）的女演員。她們在出演非成人類型作品時會被稱為「性感女優」（セクシー女優）。由於缺乏調査統計，故日本AV女優的實際數字尚不明，有一說法認為每年有3000人出道成為AV女優。黑羽幸宏在2011年的著作中估計，日本總計有20萬名AV女優。中村淳彥則估計，日本在2012年總計有9000名AV女優。單體女優又因要參與各種宣傳活動（比如握手會、簽名會）、印象清純等因素影響，而被稱為AV偶像。

## 概論

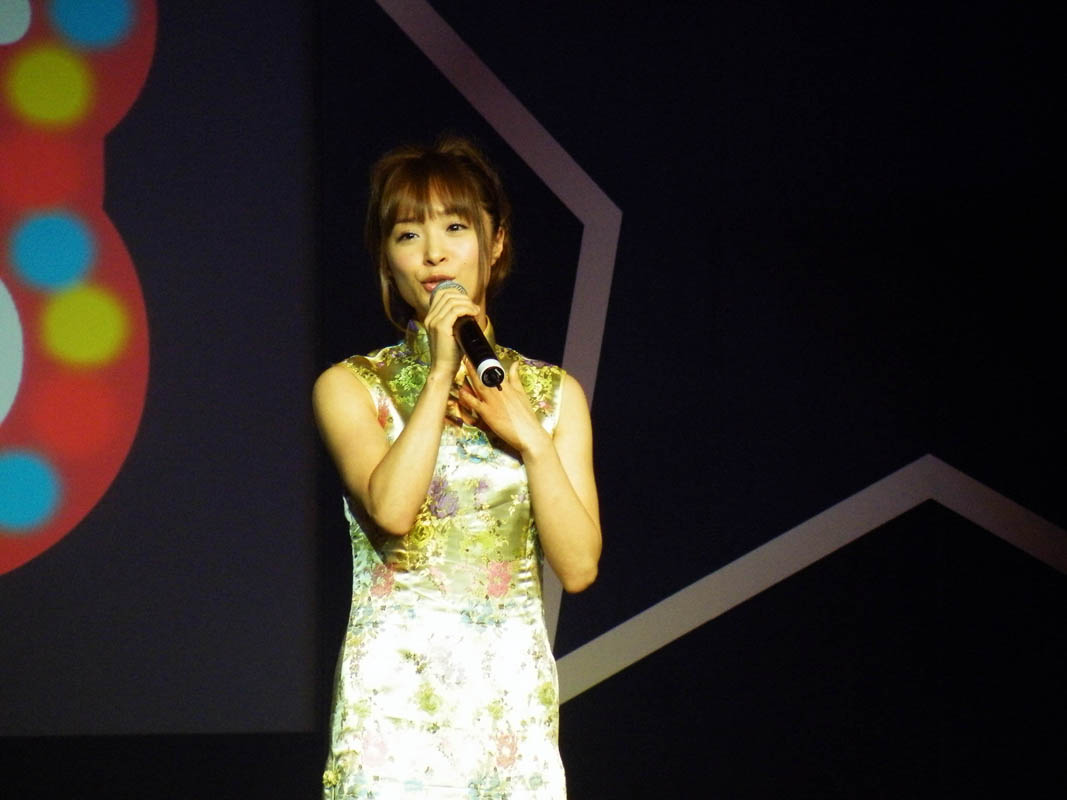
朝美穗香原是一名單體AV女優，但因其演技出色而能夠在演藝圈發展

雖然AV女優在演出AV時需要用到不少演技，但人們不需要接受専門的演藝訓練即可成為之，這跟電影、電視劇演員不同。不過業界卻看重她們在性方面的表現，視之為作品的核心元素。於1985年左右走紅的AV女優黑木香在接受《朝日藝能》訪問時表示，對她而言，站在摄像機前的行為並不是性行為，而是一種「演戏」，並表示它們充其量只是性表现，而非演技。AV女優大致可分為「單體」、「企劃單體」、「企劃」三類。
AV女優基本只會用藝名出演AV，只有極少數AV女優會使用本名。換句話說，大多數AV女優都會採用本名以外的女優名（藝名）。此外，她們對外公佈的生日和出身地不少都是虛構的。
香港大學現代語言及文化硏究學院副教授王向華和嶺南大學文化研究系高級講師邱愷欣在2017年的專著指出，AV業有着以下趨勢：
- 由於DVD和藍光光碟的出現，所以AV女優於一部作品所耗費的時間較以往長。她們有時甚至需出演長達8小時的作品。
- 業界開始逐漸轉向線上銷售模式。

原則上，AV演員在出演有關作品時都會使用安全套。村西（2011年）指出，除非另有規定，否則業界在製作AV時會遵從不成文規定，最多要求女優進行3次性行為。此外業界當中不少會採用擬似本番這種手段去製作性事畫面。
日本AV女優經常受到當地保守人士和基督徒的批評，指她們所從事的是低俗行為。她們在中國大陸出席活動時，亦曾被人丟雞蛋。

### 詞源
1981年演出《偷窺奧秘》的女星竹村祐佳為日本第一位演出色情影片的女優。
1986年之前，出演日本成人影片的女演員並非以AV女優著稱，人們反稱之為「AV少女」（AVギャル，AV girl）。1986年小林瞳出道，並隨即走紅。不過她及後高调宣称自己並沒有在鏡頭前進行過任何本番行為，有的都是配合演技的擬似本番。由於她的演技太過迫真，所以業界內始認可她為「女優」（女演員）。同時直接從性行為當中獲得所需感情的演出方法開始衰落，使得業界當中不少人開始認為「需要一定演技才能演出成人影片」，最終令「女優」一詞的適用對象擴至所有出演AV的女演員。此後，她們就統稱為AV女優。

### 入行原因
王向華和邱愷欣於2007年9月至2010年10月期間對588名AV女優進行了調查，當中545名有回答自己成為AV女優的原因。她們有42%表示自己是為了錢而成為AV女優。亦有34%表示她們是為了自己的興趣而成為之。其他從事這門行業的原因有喜歡做愛、想提升性技巧、使自身在結婚前有所變化、想提升自己的人氣、被人發掘。

### 薪酬
大多數AV女優都加入了AV事務所，受經紀人管理。經紀人負責為AV女優安排合約、工作、拍攝行程；有時連其私人生活也在經紀人的涉足範圍之內。她們一般在接到AV製作商（製作公司）的請求後，前往拍攝場地拍攝AV，以此賺取收入。新晋AV女优大多需跟經紀人一起奔波多間製作商，不斷試鏡，才能接到工作，獲得收入。此舉在行話當中稱為「巡迴面試」（面接回り）。事務所除了管理之外，還要負責解決片場的各種問題。
事務所所收的費用十分高昂，村西（2011年）表示，他們跟AV女優會以五五分帳的形式攤分收入。Inoue（2002年）則表示事務所跟女優為七三分帳，一些則為五五分帳。中村（2012年）寫道，五五分帳已經算是比較有良心；一般而言，事務所會抽取總收入當中的6-7成。此外也有AV女優不加入任何事務所，直接跟製作商簽約。但她們亦面對不少挑戰，被製作商刻意壓低演出費便是一例。不過企劃女優當中也有人以此一方式成功賺錢。
根據門倉貴史的《女性風俗業從業者的時薪排行榜（2006年版）》，AV女優是風俗業當中時薪最高的。他指出AV女優在出演單體作品時的時薪最高可達3萬1000日元，參演一部AV作品的薪酬約為80萬日元至150萬日元。她們要拍一部單體AV，則需留在拍攝場地2天左右。綜合上述條件，可得出她們的時薪為1萬7000日元至3萬1000日元。但是AV業界亦有着「出演得愈多，價值就愈低」的法則。此一法則為峰奈由果、小室友里等前AV女優所讚同。
《AV女優實錄》的作者中村淳彥指出，由於有志投身AV女優的女性增加，故此業內競爭亦更為激烈。最終使得業內對於女優的樣貌和學歷有著更高的要求，但同時女優們的待遇亦較以往差。他對此給出了一個具體例子：某個出演多次本番場面的企劃女優的時薪在扣除事務所抽取的管理費後，只有2000日元。
峰奈由果表示，AV的銷售量會隨著推出數目而下降，同時它的製作成本也會漸漸減少，使得女優的薪酬也隨之下降。若多一人入行，那麼其他AV女優的工作量也會減少。中村（2012年）指出，雖然AV女優的工作愈來愈辛苦，但其薪酬基本上沒什麼太大變動。由於業界長期不景，故製作商很多時候會追求作品的質量和各種各樣的過激內容，使得AV女優的工作比以前更為辛苦。因此，也有女優選擇其他出路，比如一邊打工一邊拍AV、自行製作AV、自行負責粉絲俱樂部的運作。
小室友里在《木柴應八兵衛》上表示，她還在拍攝AV時，事務所會抽取其演出費的三分之二。並於當中表示演出費的確會隨著演出數量而下降。為了使AV女優能夠收到同樣的報酬，事務所會自掏錢包補上差額。

### 待遇
中材淳彥在其著作中寫道，AV女優在過去被視為底層職業，亦即女性們在別無選擇的情況下才會選擇的職業。不過他後來表示，此一印象已漸漸消失，業界也變得愈來愈健全。此外由於有志成為AV女優的人數有上升趨勢，故此AV女優的質量亦相應提高。
由於行業競爭趨向激烈，故此AV業界很少會聘請患有精神障礙、人格障礙、童年時受到各種虐待的女性。不過很多AV女優為了賺錢而入行。
雖然AV的製作過程比以往更為健全，工資薪酬亦更為清晰，但也有部分事務所會攜款潛逃、把女優送至惡劣的拍攝環境工作。在極端情況下，會有AV女優因為在拍攝期間承受過度暴力，而患上後遺症。
大多數AV女優在更換事務所時，會把自己的藝名一同換掉。不過也有人會維持原本的藝名。
從2019年5月開始，業界在製作總集編或精選集時，大致分為職業(full time)與業餘(amateur)，會向AV女優再度支付費用。
部分AV女優會被契約方以違約金為由威脅，強迫她們出演AV。2015年9月，東京地方裁判所作出了一項有利於AV女優的裁決，指這種情況下她們不用支付違約金。

### 引退
若從職業本質的角度出發，具有以下特點的AV女優的商品價值會較高：年輕、外表較好、性經驗少、清純、陰道容易分泌出潤滑液。因此這是一份難以保證從事者將來會怎樣的職業。與其他行業相比，AV女優的從業期一般較短。
部分AV女優會因人氣不再、不獲續約、不能接到工作等理由而引退。除此之外，她們亦有其他引退理由，比如續約時發現待遇比以前差、被家人發現自己在拍AV、已達到儲蓄目標、被要求拍攝各種過激的行為。
此外，由於互联网普及，故各種各樣的匿名討論板亦應運而生。部分AV女優會因給親人發現自己在拍AV、自己的個人資訊（比如本名、學歷、職歷）被人於互联网上公開，而選擇停止活動，甚至引退。曾經有大學生在出道作開售之前，就有網民查出其於哪間大學就讀，致使原發售計劃被迫腰斬。雖然女優本人和AV製作商都不會親口承認網上的資料屬實，但不少AV女優因此而停止活動，甚至引退。
在AV人權倫理機構成立後，AV女優可以依据五年条款向製作商申請把自己5年內演出過的作品下架，製作商亦會在再度使用AV女優的作品時向之支付費用。
不少AV女優會在引退後從事泡泡浴等性服務工作。在這一情況下，「前AV女優」此一名涵會為其加分。也有的會從事其他跟性無關的行業。此外亦有例子選擇在AV業界內留職，從事AV女優以外的職務，比如為製作商宣傳、在攝影場地或製作商擔任管理職。也有的會轉職成自由作家，並把自己的女優名當作筆名使用。

### 淫乱热潮

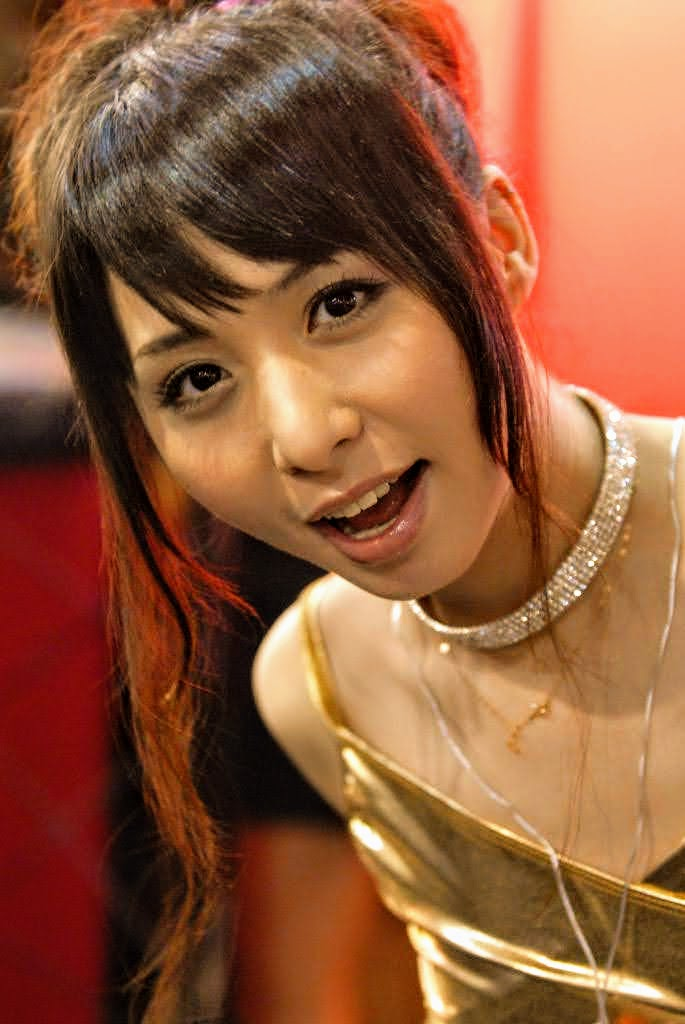
晶愛麗以各種多難度的play著稱

在1987至1989年期間，AV業界掀起了「淫乱热潮」。以此為賣點的AV女优稱為「淫乱女优」——她們在AV當中不會扮演被動、消極的一方，反而會主動地尋求性快感。藤木（2009年）認為，黑木香的《我喜欢SM》（SMっぽいの好き）引發了這輪熱潮。

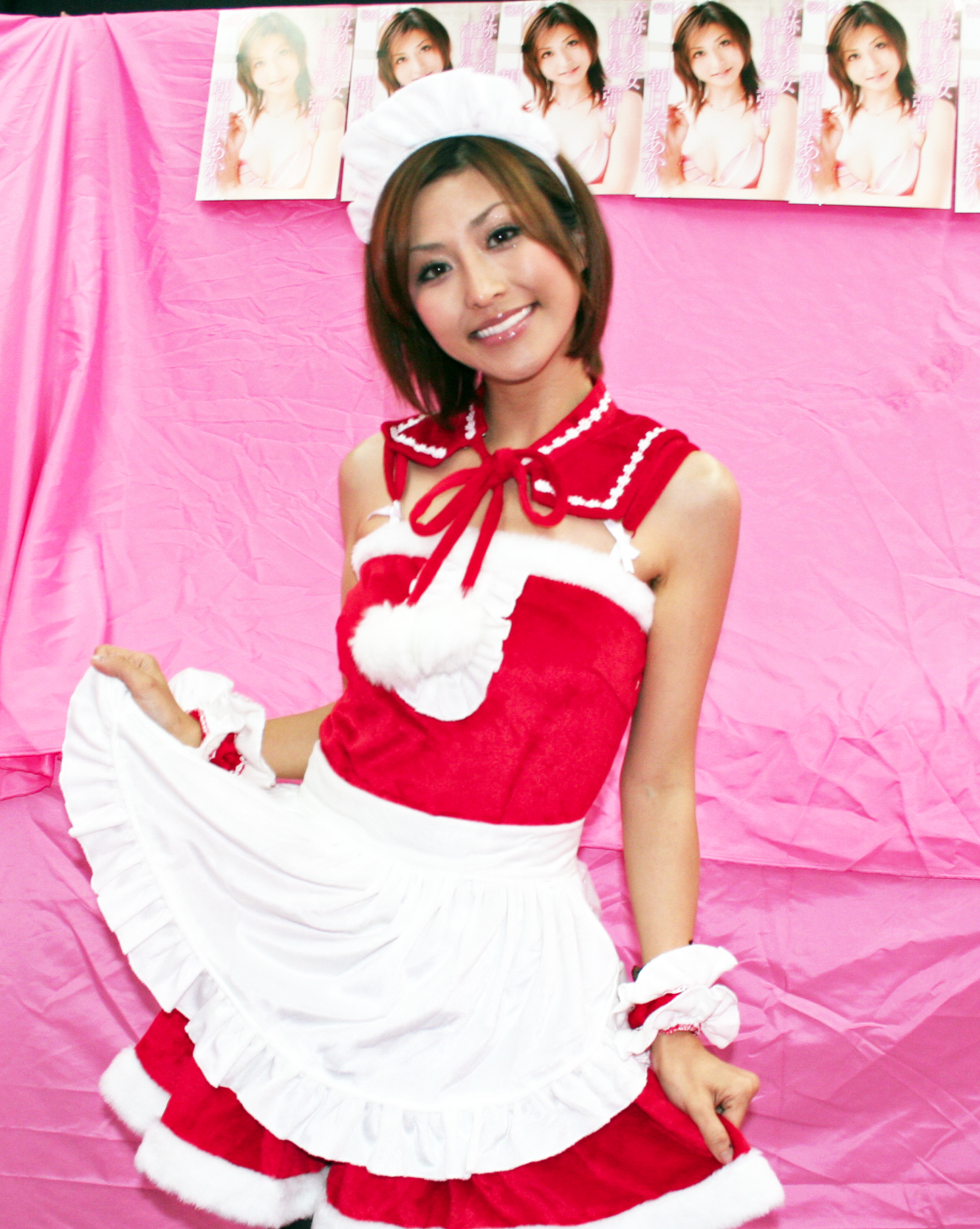
AV女優朝日奈明參與於日本兵庫縣神戶市的一場簽名活動。

丰丸是淫乱女优的代表之一。她的出道作為於1989年5月開售的《吸淫力·史上最强猥亵》（吸淫力 - 史上最強のワイセツ）。她在這部作品中把大萝卜插入肛門內、進行肛交，並表示自己因上述行為而產生快感。丰丸淫猥的演技使之獲得一定人氣，她在1988年內就出演了20多部AV。藤木亦提到了其他例子，比如咲田葵的《淫乱表演·银座亢奋女孩》（いんらんパフォーマンス GINZAカリカリ娘，1987年5月開售）為最早以淫乱為賣點的作品；往陰道插入7支振动器的亚里沙；在作品中會痉挛昏厥和「潮吹」的冲田尤加里。潮吹在1990年代之後已成為AV的一項固定表現手法。

### 與演藝界的關係
AV女優原本跟艺人或明星等角色無緣，但她們自1990年代開始在深夜电视剧和綜藝節目中以固定嘉賓或嘉賓的身份出現。此後不少AV女優都成為了明星或偶像。
像《東京情色派》和《上主的费洛蒙》般的成人節目因有AV女優參演而提升了知名度。部分AV女優於藝能界中取得成功——飯島愛和黑木香便是其中兩例。及川奈央出演了不少面向兒童的特攝片和NHK大河劇。於2008年結成的偶像組合惠比壽麝香葡萄➝惠比壽★麝香葡萄➝惠比壽麝香葡萄（1.5）由AV女優等人物組成，並獲得一定人氣。由前AV女優Mihiro執筆的小說曾經被改編成電影和漫畫，她自身亦出演過數部電影。蒼井空和小澤瑪麗亞則因其參演的AV於香港、中國大陸、臺灣等地以盜版形式廣為流傳，而於上述地方取得一定人氣，並能夠於當地出席各種各樣的藝能活動。
此外2000年代之後亦有不少原藝能人、明星成為AV女優，前AV女優也有不少轉而加入藝能界。她們在媒體上會被稱為「性感女優」（セクシー女優）或「梦露女優」（モンロー女優）。
到了2010年代後期，能夠於電視節目上登場的AV女優數目已經大幅下降。川上奈奈美在繼續擔任AV女優的同時獲得一般電影賞。明日花綺羅則在「女性想透過整容变成的藝能人/明星臉貌排行榜」上奪得首位，三上悠亞、橋本有菜透過網上社交平台成為女性們的人氣時尚達人。

### 頒獎活動
以下列出以AV女優為對象的頒獎活動。而其主演的作品也會有獎項表揚之（作品獎）。
- 粉紅大獎
- 成人廣播獎
- DMM成人獎→DMM.R18成人奖→FANZA成人奖
- 東京體育電影大獎→AV OPEN

## 類型

### 單體／專屬女優
單體女優是指因外表较好而使之獲得一定人氣的AV女優，她們在AV女優當中處於上位。她們很多都跟特定製作商簽下長期合約，並會於合約期內為之拍攝多部作品。在這種情況下，她們又可稱為「（製作商名）專屬女優」。
此外，若長期與她們合作的製作商決定不跟她們續約，那麼不獲續約的女優就會被视為「企劃單體女優」或「企劃女優」。此一過程又可稱作「下企劃」（企画落ち）。不少AV女優選擇在解約時引退。
單體女優的演出費相對較高。中村（2012年）寫道，她們的演出費為一部100萬至250萬日元。村西（2012年）則表示，她們的演出費起碼有50萬日元。
一些女優因成為獲得厚待的製作商看板娘，或其身材樣貌受到認同，所以即使續約時被減薪也好，亦會繼續與之簽約。若有兩位新人給製作商任擇其一，但一位是專屬女優，另一位則是企劃女優。那麼除非各種條件都不能夠配合，否則製作商一般會偏向選擇專屬女優。
早在1980年代，塑封本便已用到「單體模特兒」「單品模特兒」等用語。但藤木（2009年）指出，在這些用法中，單體是指女性獨自登場的意思。

### 企劃女優
企劃女優是指根據AV作品的構思，來在鏡頭前進行性行為的AV女優。一部作品可以出現多名企劃女優，但她們的名稱一般不會寫在封面上（不少作品只有一名企劃女優。她們有些連藝名也沒有想好。）。企劃女優的質素和知名度不足以吸引消費者購買之（相對地，由於企劃女優知名度頗低的關係，所以較難給親人發現自己在拍AV。於是有些AV女優為此自願成為企劃女優）。據估計AV女優當中有8-9成屬於企劃女優。
中村（2012年）寫道，她們的演出費為15至25萬日元（包含日支費），村西（2011年）則寫道，她們的演出費約為5萬至6萬日元。
素人作品很多都會採用企劃女優，因為若採用著名女優，那麼就很難讓人覺得這是一部「素人作品」。不少企劃女優都覺得出演素人作品是一份「高薪兼職」，於是便接受之。

### 企劃單體女優
企劃單體女優雖然屬於企劃女優，但其人氣與單體女優不相上下，她們的作品非常多，而且演出類型幾乎完全無限制。企劃單體女優在1998-2002年期間出現，此段時間正是AV產品從租賃模式大幅轉向銷售模式的時期。企劃單體女優雖能夠在商業上取得成功，但她們不會跟特定片商簽訂長期合約，反之會跟多間片商簽訂以一部AV為單位的合約。企劃單體女優在2012年已成了日本AV業界的一門支柱，並估計佔所有AV女優的15至20%。
企劃單體女優的例子有長瀨愛、堤沙也加、笠木忍、立花里子、紅音螢、成瀬心美、蕾、佐藤遥希、大槻響、波多野結衣、上原亞衣、初美沙希。中村（2012年）寫道，她們的演出費為30萬至80萬日元（包含日支費）。村西（2011年）則寫道，她們的演出費約為10萬日元。
企劃單體女優跟單體女優不同。前者只要接到演出請求，就會前往場地演出，當中幾乎不會考慮作品的類型。部分企劃單體女優因十分有人氣，而需於1個月內出演超過20部的作品，比如朝河蘭：2年516部（1個月21部）、桃井望：2年160部（1個月6部）、長瀨愛：3年120部（1個月3部）、笠木忍：6年200部（1個月2.7部）。此一情況在企劃單體女優初現時尤其普遍。
企劃單體女優的演出費為按部收費。若要之參與宣傳活動、藝能活動、撰寫文章，費用則另計。而單體女優薪酬則相對固定，因此企劃單體女優的薪酬相對上較清晰。

### 長期專屬女優
※下表僅列出截至2022年1月（包括出版發行時間表）為止，在作品包裝上印有「專屬」標記，且在各個片商中專屬狀態超過1年（含）以上的專屬女優。粗體為2家片商專屬，斜體為AV出道，「停」為已停止發行作品，「復」為回歸專屬，「卒」為預定引退。
| 集團     | 片商        | 品牌        | 女優（專屬期） |
| -------- | ----------- | ----------- | --- |
| WILL     | S1          | S1          | 夢乃愛華（2013年5月-） 奧田咲（2013年8月-） 安齋拉拉（2013年9月-） 小島南（2014年3月-） 葵司（2015年6月-） 羽咲美晴（2016年6月-） 三上悠亞（2016年11月-） 架乃由羅（2017年11月-） 河北彩花（2018年4月-） miru（2018年8月-） 星宮一花（2018年10月-） 鷲尾芽衣（2019年4月-） 日向真凜（2019年7月-） 天音真比奈（2020年6月-） 七森莉莉（2020年8月-） 汐世（2020年10月-） 潮美舞（2020年10月-） |
| WILL     | IdeaPocket  | 很多        | 天海翼（2009年10月-） 桃乃木香奈（2015年10月-） 相澤南（2016年9月-） 西宮夢（2016年9月-） 櫻空桃（2017年5月-） 岬奈奈美（2017年11月-） 楓可憐（2018年12月-） 明里紬（2019年5月復-） 加美杏奈（2020年1月-） 希島愛理（2020年2月復-） 梓光莉（2020年3月-） 二葉惠麻（2020年8月-） 藤井一夜（2020年11月-）                                                                                     |
| WILL     | MOODYZ      | DiVA        | 蕾（2013年9月-） 初川南（2014年3月-卒） 高橋聖子（2016年9月-） 七澤米亞（2017年11月-） 水卜櫻（2018年2月-） 藍芽美月（2019年10月-） 中山文香（2019年12月-） 八木奈奈（2019年12月-） 神宮寺奈緒（2020年5月-） 小野六花（2020年5月-） 石原希望（2020年11月-） |
| WILL     | Madonna     | Madonna     | 大島優香（2015年2月-2021年9月停） 水戶香奈（2017年11月-） 北條麻妃（2019年4月-） 神宮寺奈緒（2019年6月-） 木下凜凜子（2020年3月-） 白石茉莉奈（2020年3月-） 叶愛（2020年12月-） 水野朝陽（2020年12月-） 本田瞳（2021年1月-） |
| WILL     | ATTACKERS   | 很多        | 夏目彩春（2017年1月復-） 明里紬（2018年10月-） 二宮光（2019年6月-） 日下部加奈（2021年1月-） |
| WILL     | PREMIUM     | PREMIUM     | 山岸逢花（2017年7月-） 竹內有紀（2019年7月-） 星奈愛（2020年11月-） 櫻井麻美（2020年12月-） |
| WILL     | WANZ        | WANZ        | 蕾（2013年9月-） JULIA（2018年5月-） |
| WILL     | kawaii*     | kawaii*     | 櫻萌子（2018年2月-） 伊藤舞雪（2018年3月-） |
| WILL     | OPPAI       | OPPAI       | Hitomi（2015年5月-） |
| WILL     | Fitch       | Fitch       | 桃園怜奈（2016年1月-） |
| WILL     | 溜池GORO    | 溜池GORO    | 岬櫻（2020年9月-） |
| WILL     | Das!        | Das!        | 美谷朱里（2020年5月-） |
| WILL     | 本中        |             | 美谷朱里（2020年5月-） |
| JHV      | Alice Japan | Alice Japan | 川上奈奈美（2012年1月-卒） |
| JHV      | Max-A       | Calen       | 最上一花（2021年1月-） |
| SOD      | SODcreate   | SODstar     | 紗倉真菜（2012年2月-） 小倉由菜（2017年12月-） 本庄鈴（2018年4月-） 唯井真尋（2018年6月-） 青空光（2019年10月-） 白川柚子（2019年12月-） 夏目響（2020年4月-） 宮島芽衣（2020年7月-） |
| All      | FALENO      | FALENOstar  | 吉高寧寧（2020年2月-） 本鄉愛（2020年3月-） 天使萌（2020年4月-） 橋本有菜（2020年4月-） 桃尻香名芽（2020年5月-） |
| PRESTIGE | PRESTIGE    | 很多        | 鈴村愛里（2013年2月-2021年10月停） 河合明日菜（2018年2月-） 野野浦暖（2019年2月-） 涼森玲夢（2019年4月-） 結城瑠美奈（2019年4月-2021年12月停） 松岡鈴（2020年5月-） 唯月優花（2020年9月-） 八掛海（2020年11月-） |
| PRESTIGE | PRESTIGE    | KANBi       | 有賀美奈穗（2021年1月-） |

### 發布數最多的AV女優
※以2022年1月的FANZA搜尋結果為準。單體作數量和總作品數量都為全體女優10名以內者會以粗體顯示。
| 出道年份 | 女優姓名   | 所屬事務所                   | 女優類型           | 作品數（單體數量/總數） | 備註           |
| -------- | ---------- | ---------------------------- | ------------------ | ----------------------- | -------------- |
| 1997年   | 風間由美   | CAPSULE AGENCY               | 專屬(Madonna)      | 825/3090                |                |
| 2002年   | 友田真希   | スタークラフト               | 專屬(Madonna)      | 977                     |                |
| 2003年   | 吉澤明步   | aina group                   | 專屬(S1、MAXING)   | 516/1248                | 引退・電視藝人 |
| 2004年   | 川上優     | y's promotion                | 熟女系企劃單體     | 660/2556                |                |
| 2005年   | 村上涼子   | GLANZPRO                     | 熟女系企劃單體     | 356/1584                |                |
| 2005年   | 翔田千里   | RHYTHM PROMOTION             | 熟女系企劃單體     | 437/1736                |                |
| 2005年   | 村上涼子   | サンプロ                     | 企劃單體           | 1306                    |                |
| 2005年   | 晶愛麗     | T-POWERS                     | 企劃單體           | 981                     |                |
| 2005年   | 君島美緒   | T-POWERS                     | 企劃單體           | 849                     |                |
| 2006年   | 蕾         | Excelia Promotion            | 專屬(MOODYZ、WANZ) | 610/1813                |                |
| 2006年   | 北條麻妃   | 自由身                       | 專屬(Madonna)      | 486/1738                |                |
| 2006年   | 濱崎里緒   | オフィスオールドクルー       | 企劃單體           | 1055                    | 引退           |
| 2007年   | 廣瀨奈奈美 | T-POWERS                     | 企劃單體           | 1070                    | 引退           |
| 2007年   | 水城奈緒   | T-POWERS                     | 企劃單體           | 926                     | 休業           |
| 2008年   | 澤村玲子   | capsule AGENCY               | 熟女系企劃單體     | 643/2198                |                |
| 2008年   | 中森玲子   |                              | 熟女系企劃單體     | 828                     |                |
| 2008年   | 羽月希     | ファーストプロモーション     | 企劃單體           | 1273                    | 引退預定       |
| 2008年   | 波多野結衣 | T-POWERS                     | 企劃單體           | 939/3120                |                |
| 2008年   | 大槻響     | T-POWERS                     | 企劃單體           | 367/2059                |                |
| 2009年   | 成瀨心美   | T-POWERS                     | 專屬(宇宙企劃)     | 941                     | 引退・電視藝人 |
| 2009年   | 北川愛莉香 | Allpro                       | 企劃單體           | 1118                    | 引退・電視藝人 |
| 2010年   | 結城美佐   | -                            | 熟女系企劃單體     | 333/1517                | 引退           |
| 2010年   | 篠田步美   |                              | 熟女系企劃單體     | 435/1417                | 引退           |
| 2010年   | JULIA      | C-more ENTERTAINMENT         | 專屬(WILL)         | 922                     |                |
| 2010年   | 篠田優     | T-POWERS                     | 企劃單體           | 1454                    |                |
| 2011年   | 佐藤遙希   | ロータスグループ             | 企劃單體           | 856                     | 引退           |
| 2012年   | 小早川憐子 | capsule AGENCY               | 熟女系企劃單體     | 442/1410                |                |
| 2012年   | 倉多真央   | ニューゲート                 | 企劃單體           | 891                     |                |
| 2012年   | 春原未來   | BELLTECH                     | 企劃單體           | 824                     |                |
| 2012年   | 蓮實克蕾雅 | Allpro                       | 企劃單體           | 1425                    |                |
| 2012年   | 濱崎真緒   | ファンタスタープロモーション | 企劃單體           | 1318                    |                |
| 2013年   | 水野朝陽   | C-more ENTERTAINMENT         | 專屬(Madonna)      | 1338                    |                |
| 2015年   | 佐佐木明希 | Allpro                       | 熟女系企劃單體     | 1028                    | 引退           |
| 2017年   | 樞木葵     | LIGHT                        | 企劃單體           | 827                     |                |
| 2017年   | 星奈愛     | バンビプロモーション         | 專屬(PREMIUM)      | 816                     |                |
| 2017年   | 美谷朱里   | クルーズグループ             | 專屬(本中、Das!)   | 883                     |                |